# Giovanni Dima
Giovanni Dima (Corigliano Calabro, 22 settembre 1959) è un politico italiano.

## Biografia
Ha militato nel Fronte della Gioventù, l'organizzazione giovanile del Movimento Sociale Italiano-Destra Nazionale (MSI-DN), sin dal 1974 di cui è stato dirigente nazionale, successivamente iscritto al Movimento Sociale Italiano dal 1976. Consigliere comunale a Corigliano Calabro dal 1985 al 1990 nelle file del MSI-DN, è stato vicesindaco dal 1993 al 1995. È stato consigliere comunale del comune di Rossano nonché capogruppo dal 1993 al 1997 e dal 1999 al 2000 al comune di Villapiana.
Nel 1995 è stato eletto consigliere regionale per Alleanza Nazionale (AN), riconfermato per due successivi mandati nel 2000 e nel 2005. Alle elezioni per il rinnovo del consiglio regionale della Calabria del 2005 è stato eletto ottenendo circa 16.000 voti di preferenza. Ha ricoperto il ruolo di assessore con deleghe regionali all'Agricoltura, Caccia e Pesca dal 2000 al 2005 e di Sottosegretario alla Presidenza della Giunta Regionale dal 2013 al 2014.
Nel 2005 viene nominato coordinatore regionale di AN in Calabria, mantenendo la carica fino allo scioglimento di AN ed alla relativa nascita del Popolo della Libertà (PdL).
Alle elezioni politiche del 2008 viene candidato alla Camera dei deputati, ed eletto deputato tra le liste del PdL nella circoscrizione Calabria, diventando membro del Consiglio Direttivo del gruppo parlamentare PdL alla Camera.
È stato membro della direzione nazionale, nonché responsabile della consulta nazionale agricoltura del Pdl. Ha fatto parte del comitato d'aula come membro del direttivo del Pdl a palazzo Montecitorio, membro delle commissioni Agricoltura, Finanze e della bicamerale per le questioni regionali.
Alle elezioni politiche del 2013 viene ricandidato alla Camera dei Deputati con il PdL nella medesima circoscrizione, risultando tuttavia il secondo dei non eletti.
Il 13 febbraio 2016 aderisce a Fratelli d'Italia di Giorgia Meloni.

## Vita privata
Giovanni Dima è sposato con Eleonora Curcio, ha tre figli Salvatore, Gabriella e Antonio.